# Direktzusage
Eine Direktzusage (auch: Pensionszusage) ist eine arbeitsrechtlich bestehende Verpflichtung eines Unternehmens, aus eigenen Mitteln dem Arbeitnehmer oder dessen Hinterbliebenen nach Beendigung des Arbeitsverhältnisses unter bestimmten Voraussetzungen einmalige oder laufende Versorgungsleistungen (Altersrente, Berufsunfähigkeitsrente, Todesfallleistung) zu zahlen. Hierzu erteilt der Arbeitgeber seinem Arbeitnehmer eine Zusage auf Leistungen. Die Direktzusage ist ein Durchführungsweg der betrieblichen Altersversorgung.

## Wesen der Direktzusage
Bei der Direktzusage hat der Arbeitgeber die Leistungen der betrieblichen Altersversorgung selbst zu erbringen. Im Gegensatz zu den betrieblichen Versorgungsmodellen von Direktversicherung, Pensionskasse oder Pensionsfonds bedient er sich dabei keines externen Durchführungsweges, ist also selbst Versorgungsträger und damit verpflichtet, die zugesagte Betriebsrente an den ausgeschiedenen Arbeitnehmer aufzubringen. Insoweit handelt es sich bei diesem Durchführungsweg um ein unternehmensinternes Rechtsverhältnis.
Aus Sicht des Arbeitgebers bietet die Direktzusage den Vorteil, die Zuführungen nach eigenen Vorstellungen und Möglichkeiten flexibel zu gestalten. Da eine Beitragszahlung an ein externes Versorgungsinstitut nicht zu erfolgen braucht, können die Mittel in der Gesellschaft gehalten oder angelegt werden, was den Handlungsspielraum des Unternehmens innerhalb seines Liquiditätsrahmens vergrößert. Die Erträge aus Vermögensanlagen beispielsweise sind frei verwendbar. Mittelansammlung und Finanzierung der Direktzusage erfolgen im Rahmen handels- und steuerrechtlicher Vorschriften intern durch die Bildung von Pensionsrückstellungen gemäß § 249 HGB, § 6a EStG. Um Renten- oder Kapitalzahlungen, ebenso wie lebensbegleitende Versorgungssituationen risikominimiert finanzieren zu können, schließen Arbeitgeber häufig externe Rückdeckungsversicherungen (bestimmte Form einer Lebensversicherung) bei einem Versicherungsunternehmen ab.
Da unverfallbare Anwartschaften insolvenzsicherungspflichtig sind, hat der Arbeitgeber im Umfang der Versorgungsverpflichtungen Umlagebeiträge an den Pensions-Sicherungs-Verein (PSVaG) zu entrichten.

## Rechtsverbindlichkeit einer Direktzusage
Direktzusagen können ihren Ursprung in einer speziellen „einzelvertraglichen Vereinbarung“ (hier ist aus Beweisgründen eine schriftliche Vereinbarung zwingend empfehlenswert), einer „Ruhegeldordnung“ (regelmäßig: Bekanntgabe in geeigneter Form, wie beispielsweise Schwarzes Brett), einer Betriebsvereinbarung oder einem Tarifvertrag haben. Auch kann betriebliche Übung den Ausschlag für eine Rechtsverbindlichkeit geben (Gleichbehandlungsgrundsatz).
Das Leistungsspektrum der Direktzusage umfasst Leistungen zur Altersrente, Invaliditätsrente, Witwen-/Witwerrente und Waisenrente. Statt Renten können auch Kapitalleistungen zugesagt werden.

### Zusagearten
Die Direktzusage kann als „Leistungszusage“ ausgesprochen werden oder als „beitragsorientierte Leistungszusage“. Leistungszusagen werden als „Festzusagen“, „gehalts- und/oder dienstzeitabhängige Zusagen“ oder „Gesamtversorgungszusagen“ vereinbart. Bei beitragsorientierten Leistungszusagen verpflichtet sich der Arbeitgeber, bestimmte Beiträge auf die Versorgungsanwartschaften einzubezahlen. Die Höhe der Versorgungsleistungen richtet sich bei letztgenannter Form der Zusage nach den eingezahlten Versicherungsbeiträgen.

## Handels- und Steuerbilanz
Zum Bilanzstichtag wird eine Handels- und eine Steuerbilanz erstellt. Die Handelsbilanz dient der Abfrage der Kreditwürdigkeit eines Unternehmens. Die Steuerbilanz bezweckt die Besteuerung anhand der tatsächlichen Leistungsfähigkeit.

## Steuer/Anwartschaftsphase

### Bei der Gesellschaft
Finanziert wird die Direktzusage in der Anwartschaftsphase des Mitarbeiters bilanziell über steuerliche Pensionsrückstellungen (§ 6a EStG, § 249 HGB). Hierbei handelt es sich um Verbindlichkeiten, deren Höhe und/oder Fälligkeit ungewiss ist. Pensionsrückstellungen mindern den Unternehmensgewinn und werden bilanziell dem Fremdkapital zugeordnet. Durch die jährlichen Zuführungen werden die Pensionsrückstellungen ratierlich aufgebaut und können steuerlich geltend gemacht werden. Der Ausweis von Pensionsrückstellungen ist nach Handels- wie Steuerrecht zwingend (sogenannte Passivierungspflicht gemäß § 6a EStG). Voraussetzungen für die Passivierung sind, dass ein schriftlich fixierter Rechtsanspruch auf die Direktzusage besteht und diese keine Vorbehalte enthält.
Soweit Direktzusagen vor dem 1. Januar 1987 erteilt wurden, besteht für das Unternehmen ein Wahlrecht hinsichtlich des Bilanzansatzes (Art. 28  Abs. 1 EGHGB). Die Summe der nicht bilanzierten Altzusagen ist im Anhang anzugeben.
Vorteile: Einerseits mindern sie den Gewinn, wodurch die Steuerlast des Unternehmens gesenkt wird. Im gleichen Zuge wird die Liquidität des Unternehmens erhöht und kann der Innenfinanzierung dienen. Zur Absicherung gegen eine mögliche Belastung der Liquidität durch sogenannte Bilanzsprungrisiken, ist es möglich, eine (kongruente) Rückdeckungsversicherung abzuschließen. Rückdeckungsversicherungen werden bilanziell seit der Anwendung des Bilanzrechtsmodernisierungsgesetzes mit den Rückstellungen für Pensionen und ähnliche Verpflichtungen saldiert und unter den Passiva ausgewiesen.

### Beim Arbeitnehmer
Aufwendungen für eine Direktzusage bleiben beim Arbeitnehmer vollumfänglich steuerfrei. Dies gilt sowohl für arbeitgeber- wie arbeitnehmerfinanzierte Versorgungsaufwendungen. Daneben besteht bis zur Höhe von 4 % zur Beitragsbemessungsgrenze in der Rentenversicherung (BBG/DRV) Sozialversicherungsfreiheit. In dieser Phase bestehen beim Arbeitnehmer keine sonstigen steuerlichen Wirkungen, insbesondere keine Steuerpflicht.
Die Direktzusage ist per Entgeltumwandlung möglich. Ein Anspruch auf „Riester-Förderung“ besteht in der Direktzusage über die Entgeltumwandlung hingegen nicht (vergleiche § 1a Absatz 3 des Betriebsrentengesetzes BetrAVG). Auch ist eine arbeitsrechtliche Zusage in der Ausgestaltung der „Beitragszusage mit Mindestleistung“ (vergleiche insoweit § 16 Abs. 3 Ziff. 3 BetrAVG) im Rahmen der Direktzusage gesetzlich nicht vorgesehen. Regelmäßig ist die Leistungshöhe aber bereits bestimmt, weshalb die Versorgung des Arbeitnehmers kalkulierbar ist.

## Steuer/Rentenbezugsphase

### Bei der Gesellschaft
Während der Bezugszeit sind Pensionsrückstellungen zu bilden bzw. zu halten. Der steuerliche Teilwert ist in dieser Zeit der versicherungsmathematische Barwert der zukünftig noch zu erbringenden Pensionsleistungen. Da dieser Barwert in jedem Jahr sinkt (außer möglicherweise in den Jahren, in denen die Renten angepasst werden), kommt es dann zu Gewinn erhöhenden, und damit die Steuerlast des Unternehmens steigernden Auflösungen der Rückstellungen. In dieser Phase wird die Liquidität gemindert.
Sieht der Versorgungsfall die Auszahlung von Kapital vor (Abfindungsleistung statt Betriebsrente), werden sowohl die Pensionsrückstellungen als auch der Aktivwert sofort aufgelöst.

### Beim Arbeitnehmer
Ab Eintritt des Versorgungsfalles sind laufende Leistungen gemäß § 19 EStG als nachträgliche Einkünfte aus nichtselbständiger Arbeit nach Abzug des Versorgungsfreibetrages und des Arbeitnehmerpauschbetrages zu versteuern. Bei Kapitalzahlungen findet die sogenannte Fünftelregelung Anwendung.
Unterfällt der Arbeitnehmer der gesetzlichen Krankenversicherung, so werden die Leistungen aus der Direktzusage von der Krankenversicherung der Rentner (KVdR) erfasst. Auch werden Beiträge zur Pflegeversicherung erhoben.

## Insolvenzschutz
Sobald dem Mitarbeiter eine Versorgungszusage erteilt wird, die unter das Betriebsrentengesetz fällt, müssen Direktzusagen über den Pensionssicherungsverein gegen Insolvenz des Arbeitgebers abgesichert werden. Nicht dem Betriebsrentengesetz unterfallen beispielsweise die Gesellschafter-Geschäftsführer einer GmbH oder der Vorstand einer AG (mithin das Topmanagement von Kapitalgesellschaften). Mangels Anwendbarkeit des Betriebsrentengesetzes entfällt auch die Besicherung der Verpflichtungen durch den Pensionssicherungsverein. Der Insolvenzschutz des Versorgungsvermögens lässt sich bei einer bestehenden Rückdeckungsversicherung allerdings durch die Verpfändung derselben an den Versorgungsanwartschaftsberechtigten und dessen Hinterbliebene erzielen.
Im Übrigen tritt der Pensionssicherungsverein im Falle der Insolvenz des Arbeitgebers an die Stelle des Arbeitgebers und übernimmt dessen Leistungsverpflichtung (§ 14 Absatz 1 BetrAVG). Die Beiträge an den Pensionssicherungsverein hat der Arbeitgeber aufzubringen.

## Weiterführende Literatur
- Alexandra Andersch: Die Erfassung von versicherungsmathematischen Gewinnen und Verlusten nach IAS 19: Die Bilanzierung von Pensionsrückstellungen. Bedey Media GmbH, Hamburg 2018, ISBN 978-3-96146-132-5.
- Stephan Derbort, Richard Herrmann, Christian Mehlinger, Norbert Seeger: Bilanzierung von Pensionsverpflichtungen: HGB, EStG und IFRS / IAS 19. Springer Gabler, Wiesbaden 2016, ISBN 978-3-658-05060-3.
- Udo Eversloh: Auswege aus hohen Pensionsrückstellungen für GGF-Pensionszusagen: Strategien für betriebsinterne und externe Lösungen, Vermeidung einer verdeckten Gewinnausschüttung-bzw. verdeckten Einlage. Datev e.G, Nürnberg 2017.